# Cristina Nakano
Maria Cristina Nakano (* 26. Oktober 1970) ist eine brasilianische Badmintonspielerin. 

## Karriere
Cristina Nakano nahm 1995, 1997, 1999 und 2001 an den Badminton-Weltmeisterschaften teil und erreichte dort mit Rang 33 im Damendoppel bei ihrer Teilnahme 1997 ihr bestes Resultat. Bei den Argentina International 1998 wurde sie ebenso Dritte wie bei den Argentina International 1999. Bei den Brazil International war sie 1994 und 1995 erfolgreich, bei den nationalen Titelkämpfen 1995 und 1999.

## Referenzen
- Cristina Nakano beim Badminton-Weltverband

| Personendaten    | Personendaten                               |
| ---------------- | ------------------------------------------- |
| NAME             | Nakano, Cristina                            |
| ALTERNATIVNAMEN  | Nakano, Maria Cristina; Nakano, M. Cristina |
| KURZBESCHREIBUNG | brasilianische Badmintonspielerin           |
| GEBURTSDATUM     | 26. Oktober 1970                            |